# Ley de rompientes
La ley de preservación de las rompientes apropiadas para la práctica deportiva o según su numeración ley n.° 27280, conocida simplemente como ley de rompientes, es la norma peruana que busca conservar las rompientes de ola en el país adecuadas para la práctica de los deportes acuáticos.  Fue aprobada por el Congreso de la República el 16 de mayo de 2000 y publicada en el diario oficial El Peruano el 7 de junio de 2000. A través del Decreto Supremo n. 015-2013-DE se aprobó el Reglamento de la Ley n. 27280, publicado en el El Peruano el 7 de diciembre del 2013.
Es la primera ley en el mundo creada específicamente para proteger olas, que a la fecha ha permitido tener 43 rompientes protegidas en la costa del Perú.

## Antecedentes
El Perú es reconocido internacionamente por la calidad de sus olas que atraen surfistas de todas partes del mundo. Asimismo, cuenta con una historia de profesionales que han logrado títulos mundiales, como Felipe Pomar en 1965 y Sofía Mulanovich en 2004 y 2019. Otras surfistas peruanos han obtenido medallas de oro en los Juegos Olímpicos Tokio 2020 y los Panamericanos de Surf de 2017.
Las condiciones de algunas de las rompientes de ola en el país crean lugares ideales para la práctica de deportes marítimos como el surf, bodyboarding, kitesurf, windsurf y bodysurfing. Estos lugares resultan amenazados ante proyectos portuarios, de espigones o inmobiliarios que atentan contra la condición de las rompientes, de forma parcial o definitiva.

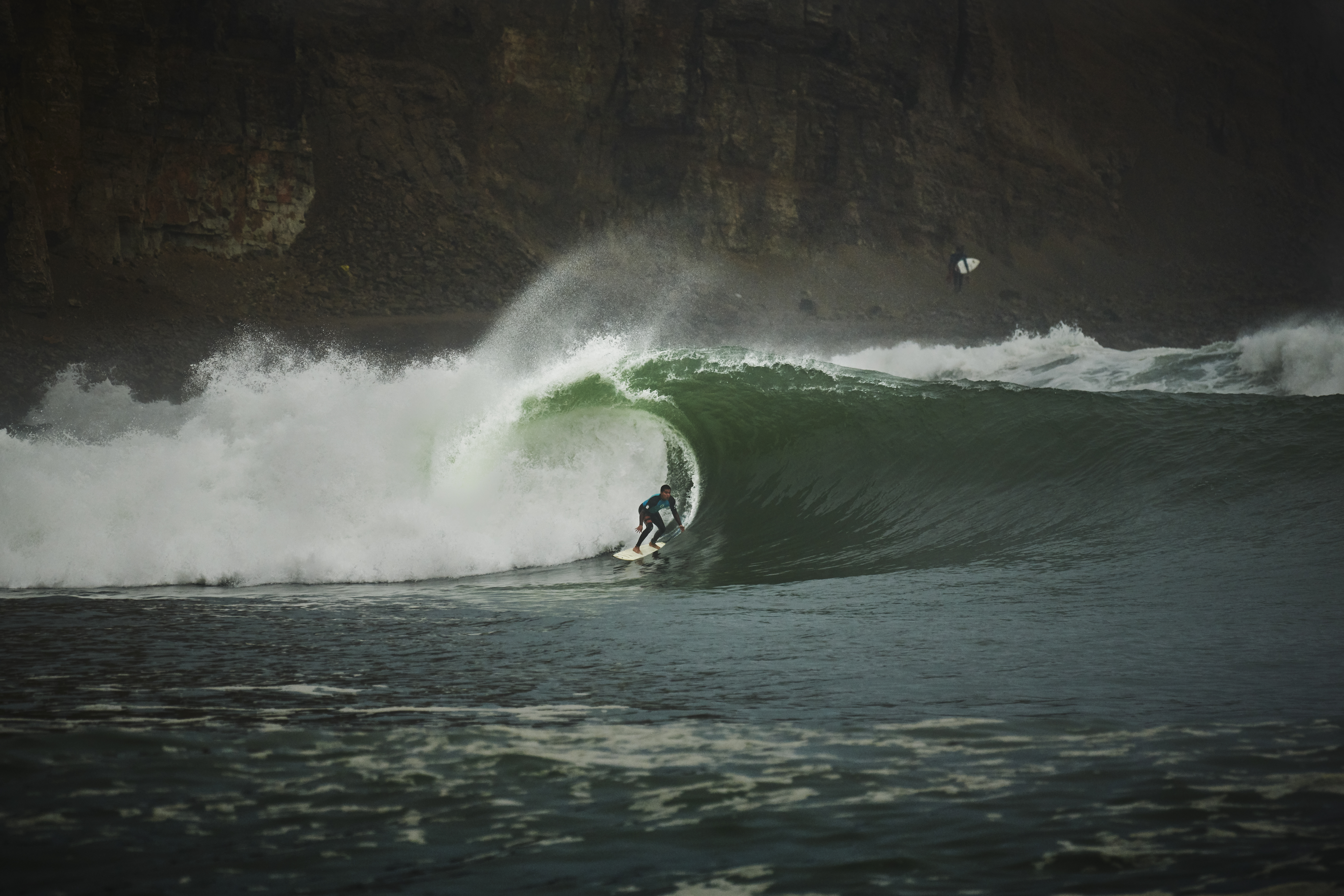
Rompiente de La Herradura, la primera ola afectada en el país debido a la construcción de una vía carrozable

En el pasado algunas rompientes fueron afectadas por este tipo de proyectos. A inicios década de los 80 en Lima, la rompiente de La Herradura, ubicada en el distrito de Chorrillos, fue afectada por la construcción de la carretera desde la playa La Herradura hasta la playa La Chira. La construcción de la obra en 1983 ejecutadas bajo la orden del entonces alcalde Pablo Gutiérrez Weselby, sin ningún estudio técnico que lo avalase, afectó el acantilado, el fondo marino, el ancho de la playa, la rompiente y el ecosistema de la zona. Las voladuras de dinamita realizadas generaron rocas que terminaron en el lecho marino.
Debido a lo anterior, el 14 de junio de 1990 se formalizó la Asociación para la Conservación de Playas y Olas del Perú (ACOPLO) que reunió a un grupo de surfistas y promotores de la conservación ambiental. ACOPLO se convirtió en la segunda asociación en el mundo dedicada a la protección de las rompientes de ola, luego de Surfrider Foundation, creada en 1984.
Posteriormente, en 1992 la ola de Cabo Blanco en el distrito de El Alto en Piura fue afectada por la construcción de un muelle para la pesca artesanal, que finalmente no se terminó. Luego, en 1994 la construcción de un puerto amenazó la rompiente de Pacasmayo, ubicada en el distrito y provincia del mismo nombre en la región Lambayeque. Estos casos dieron la base para el desarrollo de una legislación enfocada a la conservación de las rompientes en Perú.

## Registro Nacional de Rompientes

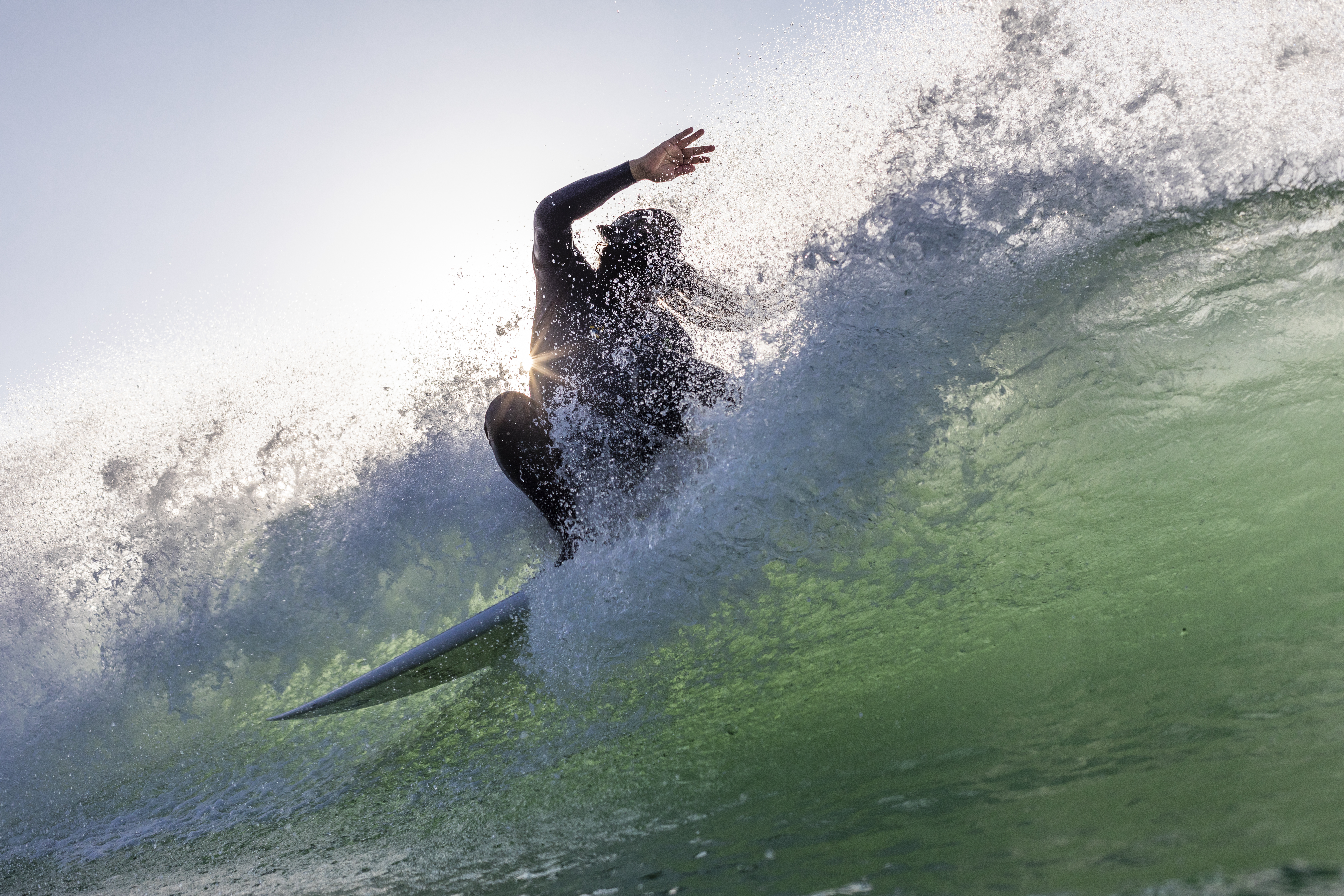
Tablista realizando una maniobra de surf en la rompiente de ola de Lobitos, protegida por la ley desde diciembre de 2017.

El Registro Nacional de Rompientes (RENARO) es un registro público a cargo de la Dirección General de Capitanías y Guardacostas (DICAPI) de la Marina de Guerra del Perú que contiene la información de las rompientes inscritas aptas para la práctica del surf.
Para lograr la inscripción en el registro, se debe realizar un estudio detallado con estudios de ubicación y que la Federación Deportiva Nacional de Tabla (FENTA) presenta a la Marina de Guerra del Perú. El estudio debe contener información como la ubicación departamental, provincial y distrital de la rompiente, coordenadas geográficas, planos de ubicación y de detalles, y la memoria descriptiva.  
La campaña HAZla por tu Ola, coordinada por Carolina Butrich y coorganizada por Conservamos por Naturaleza de la Sociedad Peruana de Derecho Ambiental (SPDA) y la FENTA, ha impulsado la protección de las rompientes a partir de la ley 27280 buscando a través de diferentes estrategias la recaudación de fondos necesaria para solventar los estudios. La rompiente de Chicama fue la primera ola que se incorporó a la lista.
En el siguiente cuadro, se visualizan las rompientes de ola protegidas a la fecha e incluidas en el RENARO:
| Resolución Directoral  | Fecha                   | Rompientes de ola                                                         | Distrito      | Provincia | Región      |
| ---------------------- | ----------------------- | ------------------------------------------------------------------------- | ------------- | --------- | ----------- |
| N. 0086-2016 MGP/DGCG  | 18 de febrero del 2016  | Chicama                                                                   | Rázuri        | Ascope    | La Libertad |
| N. 0219-2016 MGP/DGCG  | 8 de abril del 2016     | Huanchaco                                                                 | Huanchaco     | Trujillo  | La Libertad |
| N. 0220-2016 MGP/DGCG  | 8 de abril del 2016     | Punta Roquitas La Pampilla Waikiki Makaha Redondo                         | Miraflores    | Lima      | Lima        |
| N. 755-2016 MGP/DGCG   | 5 de agosto del 2016    | Panic Point Cabo Blanco Pico Point                                        | El Alto       | Talara    | Piura       |
| N. 1303-2016 MGP/DGCG  | 28 de diciembre de 2016 | El Silencio Señoritas Caballeros Pico Alto Playa Norte El Paso            | Punta Hermosa | Lima      | Lima        |
| N. 1304-2016 MGP/DGCG  | 28 de diciembre de 2016 | Cerro Azul                                                                | Cerro Azul    | Cañete    | Lima        |
| N. 1305-2016 MGP/DGCG  | 28 de diciembre de 2016 | La Isla Kontiki                                                           | Punta Hermosa | Lima      | Lima        |
| N. 1306-2016 MGP/DGCG  | 28 de diciembre de 2016 | La Herradura                                                              | Chorrillos    | Lima      | Lima        |
| N. 1307-2016 MGP/DGCG  | 28 de diciembre de 2016 | Punta Rocas                                                               | Punta Negra   | Lima      | Lima        |
| N. 0618-2017 MGP/DGCG  | 19 de julio de 2017     | San Pedro                                                                 | Lurín         | Lima      | Lima        |
| N. 1093-2017-MGP/DGCG  | 14 de diciembre de 2017 | Baterías Lobitos Piscinas                                                 | Lobitos       | Talara    | Piura       |
| N. 1643-2018 MGP/DGCG  | 17 de diciembre de 2018 | Santa Rosa El Huaico Peña Rosa Peñascal San Bartolo Norte San Bartolo Sur | San Bartolo   | Lima      | Lima        |
| N. 1284-2018 MGP/DGCG  | 5 de octubre de 2018    | Pacasmayo                                                                 | Pacasmayo     | Pacasmayo | La Libertad |
| N° 079-2022 MGP/DICAPI | 4 de febrero de 2022    | Casa Blanca Los Órganos La Vuelta                                         | Los Órganos   | Talara    | Piura       |
| N. 080-2022 MGP/DICAPI | 4 de febrero de 2022    | Bermejo                                                                   | Huarmey       | Huarmey   | Áncash      |
| N. 081-2022 MGP/DICAPI | 4 de febrero de 2022    | Punta Ballenas Máncora                                                    | Máncora       | Talara    | Piura       |
| N. 085-2022 MGP/DICAPI | 8 de febrero de 2022    | Playa Grande                                                              | Casma         | Casma     | Áncash      |
| N. 086-2022 MGP/DICAPI | 8 de febrero de 2022    | Puerto Viejo                                                              | Mala          | Cañete    | Lima        |
| N° 087-2022 MGP/DICAPI | 8 de febrero de 2022    | El Ñuro                                                                   | Los Órganos   | Talara    | Piura       |
| N° 101-2022 MGP/DICAPI | 11 de febrero de 2022   | Bahía Blanca                                                              | Ventanilla    | Callao    | Lima        |